# Её друг — бандит
«Её друг бандит» (англ. Her Friend the Bandit) — немой короткометражный фильм Чарльза Чаплина и Мэйбл Норманд, выпущенный 4 июня 1914 года. На данный момент считается единственным утерянным короткометражным фильмом, в котором Чаплин исполняет главную роль.

## Сюжет
Чарли Чаплин играет элегантного бандита, в которого влюбляется Мэйбл. Мэйбл устраивает вечеринку. Бандит является на неё, попутно выдавая себя за французского графа-де-Бинса. Другие гости, поражённые его явно не аристократическим манерам, вызывают полицию. Начинается всеобщая свалка с участием гостей, бандита, Мэйбл и «кистоуновских полицейских».

## В ролях
- Чарли Чаплин — Бандит
- Мэйбл Норманд — Мэйбл
- Чарльз Мюррей — Граф-де-Бинс